# Martin Jakš
Martin Jakš (* 6. September 1986 in Pilsen) ist ein tschechischer Skilangläufer.

## Werdegang
Martin Jakš startet für Tatran Železná Ruda. Er begann seine internationale Karriere 2003 in FIS-Rennen und bei den Juniorenweltmeisterschaften 2004 in Stryn, wo er 20. im Freistilrennen über 10 Kilometer und mit der tschechischen Staffel wurde. Nennenswerte Ergebnisse erreichte er jedoch erst 2005 bei der Junioren-WM in Rovaniemi. Dort wurde er Fünfter in der Verfolgung und Elfter im 10-Kilometer-Rennen. Sein Debüt im Weltcup gab er im Dezember 2005 bei einem 15-Kilometer-Rennen (46.) in Nové Město na Moravě. Erste Weltcuppunkte sammelte er als 25. auf derselben Strecke im Januar des folgenden Jahres in Otepää. Im Februar 2006 nahm er erneut an Junioren-Weltmeisterschaften teil. Über 10 Kilometer gewann er im slowenischen Kranj hinter Petter Northug die Silbermedaille, in der Verfolgung wurde er Dritter. Bei den nationalen Titelkämpfen des Jahres wurde er in Candanchú tschechischer Meister in der Verfolgung. Die erste Platzierung unter den besten Zehn des Weltcups erlief Jakš im Dezember 2006 mit der tschechischen Staffel als Siebtplatzierter in La Clusaz. Seinen ersten Einsatz bei Nordischen Skiweltmeisterschaften 2007 in Sapporo trat er in der Verfolgung an, kam jedoch nicht ins Ziel. Zu Beginn der Saison 2007/08 in Düsseldorf wurde er mit Milan Šperl Zehnter im Teamsprint. Beim Staffelrennen in Davos im Dezember 2007 holte er seinen ersten und bisher einzigen Weltcupsieg. Die Tour de Ski 2007/08 beendete er auf den elften Platz. Zum Saisonende erreichte er in Falun mit dem dritten Platz in der Staffel seine nächste Podestplatzierung im Weltcup. Bei den Nordischen Junioren-Skiweltmeisterschaften 2008 in Mals gewann er Gold über 15 km klassisch. In der Saison 2008/09 und 2009/10 konnte er nur bei wenigen Weltcuprennen Punkte erreichen. Bei den nordischen Skiweltmeisterschaften 2009 in Liberec errang er den 22. Platz über 15 km klassisch, den 12. Rang im Teamsprint und den elften Platz mit der Staffel. Bei seiner ersten Olympiateilnahme 2010 in Vancouver belegte er in den Einzelrennen den 29. Platz über 15 km Freistil und den 27. Rang im 30-km-Verfolgungsrennen. Mit der Staffel gewann er Bronze. Bei den tschechischen Meisterschaften 2010 in Harrachov holte er Silber im Sprint und Silber über 15 km klassisch. Im Rennen über 10 km Freistil wurde er tschechischer Meister.
Nach schwachen Start bei der Tour de Ski 2010/11 konnte Jaks mit zwei vierten Plätzen und den dritten Platz in Oberstdorf im 20-km-Verfolgungsrennen die Tour auf den achten Platz in der Gesamtwertung beenden. Seine besten Ergebnisse bei den nordischen Skiweltmeisterschaften 2011 in Oslo waren der 18. Platz über 15 km klassisch und den achten Rang mit der Staffel. Im Verfolgungsrennen über 30 Kilometer belegte er den 31. Platz. Die Saison beendete er auf den 16. Platz in der Weltcupgesamtwertung und den 15. Rang in der Distanzwertung. Dabei erreichte er im Januar 2011 in Otepää mit dem sechsten Rang seine bisher beste Platzierung in einen Weltcupeinzelrennen. Bei der Tour de Ski 2011/12 kam er auf den neunten Platz in der Gesamtwertung. Im Februar 2012 siegte er beim Šumavský Skimaraton über 43 km klassisch. Seine besten Resultate bei den nordischen Skiweltmeisterschaften 2013 im Val di Fiemme waren der 26. Platz im 50-km-Massenstartrennen und den elften Rang mit der Staffel. Im Skiathlon wurde er 27. und über 15 Kilometer in der freien Technik kam er als 30. ins Ziel. In der Saison 2013/14 belegte er meist Platzierungen außerhalb der Punkteränge. Die Tour de Ski 2013/14 schloss er in der Gesamtwertung mit dem zehnten Platz ab. Bei den Olympischen Winterspielen 2014 in Sotschi erreichte er den 27. Rang im Skiathlon, den 9. Platz im Teamsprint, den 37. Rang im Massenstartrennen über 50 Kilometer und den achten Platz mit der Staffel. Im folgenden Jahr waren der bei den nordischen Skiweltmeisterschaften 2015 in Falun der 16. Rang im 50-km-Massenstartrennen und der neunte Platz mit der Staffel seine besten Resultate. Über 15 Kilometer in der freien Technik wurde er 17. und im Skiathlon erreichte er den 31. Rang.
In der Saison 2015/16 belegte er den 36. Platz beim Ruka Triple, den 19. Rang bei der Tour de Ski 2016 und den 37. Platz bei der Ski Tour Canada. Im Januar 2017 wurde er in Nové Město tschechischer Meister im 10-km-Massenstartrennen. Bei den nordischen Skiweltmeisterschaften 2017 in Lahti kam er auf den 28. Platz über 15 km klassisch, auf den 14. Rang im 50-km-Massenstartrennen und auf den 11. Platz mit der Staffel. In der Saison 2017/18 errang er den 34. Platz beim Ruka Triple und den 16. Platz bei der Tour de Ski 2017/18. Seine Ergebnisse bei den Olympischen Winterspielen 2018 in Pyeongchang waren der achte Platz über im 50-km-Massenstartrennen, der siebte Rang zusammen mit Aleš Razým im Teamsprint, der neunte Platz im Skiathlon und der 16. Rang im Rennen über 15 Kilometer in der freien Technik. Mit der tschechischen Langlaufstaffel wurde er Zehnter. Nach den Olympischen Winterspielen startete er bisher bei keinem weiteren Rennen.

## Erfolge

### Weltcupsiege im Team
| Nr. | Datum            | Ort   | Disziplin           |
| --- | ---------------- | ----- | ------------------- |
| 1.  | 9. Dezember 2007 | Davos | 4 × 10 km Staffel 1 |

### Siege bei Continental-Cup-Rennen
| Nr. | Datum         | Ort       | Disziplin           | Serie      |
| --- | ------------- | --------- | ------------------- | ---------- |
| 1.  | 12. März 2017 | Harrachov | 15 km Freistil Mst. | Slavic Cup |

## Teilnahmen an Weltmeisterschaften und Olympischen Winterspielen

### Olympische Spiele
- 2010 Vancouver: 3. Platz Staffel, 27. Platz 30 km Skiathlon, 29. Platz 15 km Freistil
- 2014 Sotschi: 8. Platz Staffel, 27. Platz 30 km Skiathlon, 37. Platz 50 km Freistil Massenstart
- 2018 Pyeongchang: 7. Platz Teamsprint Freistil, 8. Platz 50 km klassisch Massenstart, 9. Platz 30 km Skiathlon, 9. Platz Staffel, 16. Platz 15 km Freistil

### Nordische Skiweltmeisterschaften
- 2009 Liberec: 11. Platz Staffel, 12. Platz Teamsprint klassisch, 22. Platz 15 km klassisch
- 2011 Oslo: 8. Platz Staffel, 18. Platz 15 km klassisch, 31. Platz 30 km Skiathlon
- 2013 Val di Fiemme: 11. Platz Staffel, 26. Platz 50 km klassisch Massenstart, 27. Platz 30 km Skiathlon, 30. Platz 15 km Freistil
- 2015 Falun: 9. Platz Staffel, 16. Platz 50 km klassisch Massenstart, 17. Platz 15 km Freistil, 31. Platz 30 km Skiathlon
- 2017 Lahti: 11. Platz Staffel, 14. Platz 50 km Freistil Massenstart, 28. Platz 15 km klassisch

## Platzierungen im Weltcup

### Weltcup-Statistik
Die Tabelle zeigt die erreichten Platzierungen im Einzelnen.
- 1.–3. Platz: Anzahl der Podiumsplatzierungen
- Top 10: Anzahl der Platzierungen unter den ersten zehn
- Punkteränge: Anzahl der Platzierungen innerhalb der Punkteränge
- Starts: Anzahl gelaufener Rennen in der jeweiligen Disziplin
- Hinweis: Bei den Distanzrennen erfolgt die Einordnung gemäß FIS.

| Platzierung               | Distanzrennen a | Distanzrennen a | Distanzrennen a | Distanzrennen a | Distanzrennen a | Skiathlon Verfolgung | Sprint | Etappen- rennen b | Gesamt | Team c | Team c  |
| Platzierung               | ≤ 5 km          | ≤ 10 km         | ≤ 15 km         | ≤ 30 km         | > 30 km         | Skiathlon Verfolgung | Sprint | Etappen- rennen b | Gesamt | Sprint | Staffel |
| ------------------------- | --------------- | --------------- | --------------- | --------------- | --------------- | -------------------- | ------ | ----------------- | ------ | ------ | ------- |
| 1. Platz                  |                 |                 | 1               |                 |                 |                      |        |                   | 1      |        | 1       |
| 2. Platz                  |                 |                 |                 |                 |                 |                      |        |                   |        |        |         |
| 3. Platz                  | 1               |                 |                 |                 |                 | 1                    |        |                   | 2      |        | 2       |
| Top 10                    | 2               | 5               |                 |                 |                 | 4                    | 1      | 3                 | 15     | 4      | 10      |
| Punkteränge               | 8               | 39              | 8               | 9               | 3               | 27                   | 12     | 11                | 117    | 4      | 16      |
| Starts                    | 11              | 52              | 10              | 11              | 3               | 42                   | 48     | 15                | 192    | 4      | 16      |
| Stand: Saisonende 2017/18 |                 |                 |                 |                 |                 |                      |        |                   |        |        |         |

### Weltcup-Gesamtplatzierungen
| Saison  | Gesamt | Gesamt | Distanz | Distanz | Sprint | Sprint |
| Saison  | Punkte | Platz  | Punkte  | Platz   | Punkte | Platz  |
| ------- | ------ | ------ | ------- | ------- | ------ | ------ |
| 2005/06 | 6      | 157.   | 6       | 114.    | -      | -      |
| 2006/07 | 19     | 110.   | 19      | 64.     | -      | -      |
| 2007/08 | 311    | 23.    | 139     | 27.     | 76     | 36.    |
| 2008/09 | 25     | 115.   | 25      | 69.     | -      | -      |
| 2009/10 | 16     | 140.   | 16      | 89.     | -      | -      |
| 2010/11 | 438    | 16.    | 247     | 15.     | 35     | 55.    |
| 2011/12 | 402    | 22.    | 217     | 23.     | 31     | 58.    |
| 2012/13 | 77     | 60.    | 62      | 48.     | 15     | 75.    |
| 2013/14 | 263    | 29.    | 101     | 34.     | 30     | 57.    |
| 2014/15 | 132    | 50.    | 131     | 34.     | 1      | 95.    |
| 2015/16 | 145    | 48.    | 97      | 35.     | -      | -      |
| 2016/17 | 50     | 87.    | 50      | 56.     | -      | -      |
| 2017/18 | 125    | 46.    | 66      | 41.     | -      | -      |